# جيسي سميث
جيسي سميث (بالإنجليزية: Jesse Smith)‏ هو لاعب كرة الماء أمريكي، ولد في 27 أبريل 1983 في كايلو (هاواي) في الولايات المتحدة.

## وصلات خارجية
- جيسي سميث على موقع اللجنة الأولمبية الدولية (الإنجليزية)
- جيسي سميث على موقع أوليمبيديا (الإنجليزية)
- جيسي سميث على موقع اللجنة الأولمبية والبارالمبية الأمريكية (الإنجليزية)